# Aprendizes da Esperança
Aprendizes da Esperança é o oitavo álbum de estúdio da cantora brasileira Fafá de Belém, lançado em 1985 pela Som Livre.

## Informações
A convite do amigo Luiz Inácio Lula da Silva, co-fundador do então recém-inaugurado Partido dos Trabalhadores, Fafá de Belém participou ativamente, a partir de janeiro de 1984, do movimento das Diretas Já, que reivindicava a realização de eleições presidenciais diretas no Brasil. Em vários comícios e passeatas, Fafá interpretou o "Hino Nacional Brasileiro", o que lhe rendeu a alcunha de "musa das Diretas". Sua interpretação do hino, apesar de aclamada pelo público, foi contestada pela Justiça, uma vez que a música original deste foi modificada. A cantora não cobrou cachê por sua participação no evento e, de acordo com a própria, "foi a primeira vez na vida que eu pedi mesada para o meu pai" .
No ano seguinte, Fafá gravou sua versão do hino no álbum Aprendizes da Esperança. A canção-título deste, cuja capa mostra a cantora em frente a uma bandeira do país, chama a população brasileira a participar do movimento e também foi interpretada em alguns comícios. Cinco canções presente no álbum foram compostas pelo arranjador estadunidense Erich Bulling que dois anos mais tarde comporia duas canções para a trilha-sonora do popular filme Dirty Dancing . A nona faixa é um pot-pourri de canções de lambada, ritmo do estado natal da cantora que faria enorme sucesso em todo o país quatro anos mais tarde com o lançamento da canção "Chorando Se Foi" pela banda Kaoma. A quinta faixa é uma gravação de "Mambembe" de Chico Buarque. Fafá ajudou na composição de "Doce Magia", a oitava faixa. Esta foi uma das poucas canções que ajudou a compor durante sua carreira.

## Lista de faixas

### Lado A
| N.º | Título                    | Compositor(es)                             | Duração |  |
| 1.  | "Rastro de Sol"           | Erich Bulling, Sérgio Sá                   | 3:39    |  |
| 2.  | "Represa"                 | Sérgio Sá                                  | 3:42    |  |
| 3.  | "Nascente / Poente"       | Erich Bulling, Gilberto Gil, John D'Andrea | 4:08    |  |
| 4.  | "Flor da Pele"            | Sérgio Sá                                  | 3:09    |  |
| 5.  | "Mambembe"                | Chico Buarque                              | 2:27    |  |
| 6.  | "Aprendizes da Esperança" | Beto Fogaça, Kleiton Ramil                 | 3:39    |  |

### Lado B
| N.º | Título                                                                                              | Compositor(es) | Duração |  |
| 1.  | "Coração Aprendiz"                                                                                  | Erich Bulling, Ronaldo Bastos | 3:21    |  |
| 2.  | "Doce Magia"                                                                                        | Alec Costandinos, Erich Bulling, Fafá de Belém | 3:08    |  |
| 3.  | "Pot-Pourri Lambadas - Ovelha Desgarrada - Só pra Você - Não Chore Não - O Remador - Bom Barqueiro" | _ - Francis Dalva - Carlos Santos, Pinduca, Sullema - Carlos Santos, Jomil - Alipio Martins, Carlos Santos, Pedro Américo - Carlos Santos, Pedro Américo | 4:08    |  |
| 4.  | "Sol de Corações"                                                                                   | Al Makay, Erich Bulling, Fernando Brant | 3:29    |  |
| 5.  | "Hino Nacional Brasileiro"                                                                          | Joaquim Osório Duque Estrada, Francisco Manuel da Silva                                                                                                  | 4:32    |  |

## Tabelas

### Tabelas semanais
| Parada musical (1985) | Posição |
| --------------------- | ------- |
| Brasil (Nopem)        | 5       |